# Министерство экономики, труда и предпринимательства Хорватии
45°47′59″ с. ш. 15°58′38″ в. д.
Министерство экономики, труда и предпринимательства Хорватии - министерство в правительстве Хорватии, которое отвечает за развитие экономики, инвестиции и регулирование труда.

## История
Министерство экономики не было включено в качестве такового в первых четырех правительствах Хорватии. Кабинет Стипе Месича и кабинет Йосипа Манолича включили в свой состав министра социального планирования и министра энергетики и промышленности. В кабинете Франьо Грегурича, экс-министр стал министром экономического развития, и был также включен министр торговли. Кабинет Хрвое Шаринича, в свою очередь, включил министра промышленности, судостроения и энергетики и министра туризма и торговли.
В кабинете Златко Матеши, премьер-министром также обсуждалась возможность переименования Министерства экономики обратно в Министерство промышленности и энергетики.

## Список министров
| Министр         | Партия                               | Вступление в должность | Уход с должности |
| --------------- | ------------------------------------ | ---------------------- | ---------------- |
| Иван Чермак     | ХДС                                  | 20 мая 1993            | 12 октября 1993  |
| Надан Видошевич | ХДС                                  | 12 октября 1993        | 18 сентября 1995 |
| Златко Матеша   | ХДС                                  | 18 сентября 1995       | 7 ноября 1995    |
| Давор Штерн     | ХДС                                  | 7 ноября 1995          | 14 апреля 1997   |
| Ненад Поргес    | ХДС                                  | 15 апреля 1997         | 27 января 2000   |
| Горанко Фижулич | ХСЛП                                 | 27 января 2000         | 21 марта 2002    |
| Хрвое Войкович  | ХСЛП                                 | 21 марта 2002          | 30 июля 2002     |
| Любо Юрчич      | Беспартийный                         | 30 июля 2002           | 23 декабря 2003  |
| Бранко Вукелич  | ХДС                                  | 23 декабря 2003        | 12 января 2008   |
| Дамир Поланчец  | ХДС                                  | 12 января 2008         | 30 октября 2009  |
| Джуро Попияч    | Беспартийный / ХДС с 25 августа 2010 | 19 ноября 2009         | 23 декабря 2011  |
| Радимир Чачич   | ХНП-ЛД                               | 23 декабря 2011        | Ныне действующий |